# チェザロ平均
数学におけるチェザロ平均（チェザロへいきん、英: Cesàro mean, Cesàro average）とは、数列の最初の有限個の項から作られる算術平均である。イタリアの数学者エルネスト・チェザロにちなむ。

## 定義
与えられた数列 (an) に対してその最初の n 項の算術平均
{\displaystyle c_{n}={\frac {1}{n}}\sum _{i=1}^{n}a_{i}}
を n に依らず総称して、数列 (an) のチェザロ平均と呼ぶ。各 n に対するチェザロ平均を第 n 項とする新たな数列 (cn) を考えることができる。

## 性質と応用
基本的な結果として、
{\displaystyle \lim _{n\to \infty }a_{n}=A}
ならば、
{\displaystyle \lim _{n\to \infty }c_{n}=A}
が成立することが挙げられる。すなわち、チェザロ平均をとる操作は、数列の収束性とその極限を保存する。
このことを基にすれば、発散級数論における総和法としてチェザロ平均を利用することができる。級数 ∑ an の部分和の列 (sn) から作ったチェザロ平均の列 (cn) が収束するならば、もとの級数 ∑ an はチェザロ総和可能 (Cesàro summable) であるという。
チェザロ平均の列は収束するのにもとの数列は収束しないという例は実にたくさん存在する。例えば
{\displaystyle a_{n}=(-1)^{n}}
で与えられる数列 (an) は振動するにもかかわらず、そのチェザロ平均の列は 0 を極限にもつ（グランディ級数 (en) も参照）。
チェザロ平均はしばしばフーリエ級数に対して用いられる。そのような級数の和としては部分和の各点収束極限を考えるよりもチェザロ平均（を三角多項式の対称部分和を作ったものに対して適用したもの）を考えるほうがより強力だからである。このとき、チェザロ和に対応する積分核はフェイェール核となる（各点収束の場合に対応するのはディリクレ核）。ディリクレ核が正負いずれの値もとるのに対し、フェイェール核は正値である。このことは、近似単位元の一般論に従えば、フーリエ級数の和に対するチェザロ平均の優位性を示している。
チェザロ平均の一般化のひとつはストルツ＝チェザロの定理である。
リース平均は、より強力だが実質的に同様の総和法としてマルツェル・リースによって導入された。